# Cosmianthemum
Cosmianthemum là chi thực vật có hoa trong họ Acanthaceae.